# Kõrgessaare (Võru)
Kõrgessaare (Duits: Hohentannen) is een plaats in de Estlandse gemeente Võru vald, provincie Võrumaa. De plaats heeft de status van dorp (Estisch: küla) en telt 30 inwoners (2021).
Tot in oktober 2017 hoorde Kõrgessaare bij de gemeente Lasva. In die maand werd Lasva bij de gemeente Võru vald gevoegd.
De plaats ligt tegen de grens met de provincie Põlvamaa aan.

## Geschiedenis
Kõrgessaare was een ‘semi-landgoed’ (Duits: Beigut, Estisch: poolmõis), een landgoed dat deel uitmaakt van een groter landgoed, in dit geval Bentenhof (Pindi). Het werd voor het eerst genoemd in 1847 onder de naam Körge Saar. Pas in 1923 werd Kõrgessaare genoemd als nederzetting, nadat het onafhankelijk geworden Estland het landgoed had opgedeeld in kleine kavels.